# Севернобразилска струја
Севернобразилска струја представља северни крак Јужноекваторијалне струје, који тече северним обалама Бразила према Карибима. Њена температура се креће у оквиру од 22—29°C, а салинитет око 35—36,5 промила. Код обала Суринама улива се у Гујанску струју која наставља ка Карипском мору. Ово је изразито топла морска струја.